# Plotino
Plotino (en griego: Πλωτίνος; en latín: Plotinus; 205-270) fue un filósofo helenístico, autor de las Enéadas (Ἐννεάδες; en latín: Enneades), y fundador del neoplatonismo, corriente que integró también Numenio de Apamea, Porfirio, Jámblico y Proclo. Nació en Egipto y se educó en Alejandría, siendo alumno de Amonio Saccas (quien había intentado armonizar las enseñanzas de Aristóteles y Platón). Finalmente se estableció en Roma.
La obra de Plotino es en esencia un original comentario de las obras de Platón, de una forma mucho más estructurada de como lo hizo Filón de Alejandría.[cita requerida]
Su obra principal fueron las Enéadas, una compilación de los tratados que empezó a escribir a partir del año 253 hasta pocos meses antes de su muerte, 17 años más tarde. La tarea de recopilar los tratados y organizarlos como libro fue hecha por Porfirio, que los agrupó en seis grupos de nueve (en total, 54 tratados). Las Enéadas recogen las lecciones que Plotino impartía en su escuela en Roma. 
Plotino elaboró una estructura teológica que veía el universo como el resultado de una serie de emanaciones de una realidad última, eterna e inmaterial que llamó Uno. De ella surge otro principio divino, el Nous, fuente de las formas platónicas, del cual, a su vez, emana el Alma (psychē). Plotino creía como Platón que el cuerpo es la "prisión" del alma y su propósito es retornar al Uno por medio de una vida de sabiduría y virtud.
Posteriormente, otros filósofos, especialmente de creencias cristianas, como Agustín de Hipona y Boecio, mostraron una fuerte influencia de Plotino y del neoplatonismo. Sus escritos metafísicos han inspirado a místicos paganos, judíos, cristianos, gnósticos e islámicos.

## Biografía y obra
Plotino, un influyente filósofo de la Antigüedad Tardía, nació alrededor del año 205 d. C. en Licópolis, Egipto. Su vida y filosofía han dejado una marca indeleble en la historia del pensamiento occidental. A pesar de haber nacido en una época de agitación y transformación política, Plotino centró su atención en el mundo de las ideas y la filosofía.
Después de una juventud en la que estudió con varios maestros filosóficos, Plotino desarrolló un carácter melancólico y reflexivo. A los veintiocho años, encontró a Ammonio, un maestro que le brindó la paz espiritual que tanto buscaba. Plotino estudió con Ammonio durante once años, lo que marcó un punto de inflexión en su vida y filosofía. Sin embargo, este período de aprendizaje no involucró la escritura, ya que, según el deseo de Ammonio, los discípulos se habían comprometido a no poner por escrito la filosofía.
Plotino, en un giro inesperado, se unió al ejército bajo el mando del emperador Gordiano, que planeaba una expedición a Persia. Sin embargo, el fracaso de esta campaña cambió el rumbo de la vida de Plotino, quien, a duras penas, logró salvar su vida. Fue después de esta experiencia que Plotino finalmente abrazó completamente la filosofía y comenzó a desarrollar su propio sistema de pensamiento.
Durante su tiempo en Roma, Plotino llevó una vida inusual. Siguiendo los principios de los pitagóricos, se abstuvo de comer carne y realizó frecuentes ayunos. Además, se vistió con la indumentaria tradicional de los pitagóricos antiguos. Sin embargo, a pesar de estas costumbres singulares, Plotino ganó gran prestigio como maestro público en Roma, donde sus enseñanzas atrajeron a estudiantes de diversas clases sociales.
El emperador Galiano y la emperatriz le tenían en alta estima y estaban dispuestos, según se cuenta, a otorgar a Plotino una ciudad en la Campania para establecer una república platónica. Sin embargo, los ministros imperiales se opusieron a esta idea, argumentando que no sería apropiado en el contexto del Imperio Romano. A pesar de este deseo frustrado, muestra la influencia de Plotino y su compromiso con la filosofía como una fuerza transformadora en la sociedad.
Plotino murió en Campania a la edad de sesenta y seis años en el año 270 d. C., pero su legado filosófico perdura. Sus obras, conocidas como las Enéadas, son una colección de cincuenta y cuatro estudios o libros que abordan una amplia gama de temas. Estas obras son una síntesis de su filosofía, que se inspira en gran medida en el pensamiento de Platón, pero también incorpora elementos del aristotelismo y el estoicismo.
El enfoque filosófico de Plotino se caracteriza por su estilo razonador y dialéctico, donde cada tema se reduce a una idea fundamental. A pesar de la dificultad de su exposición, sus escritos han influido en la filosofía a lo largo de la historia y continúan siendo objeto de estudio y admiración en el mundo académico.

## Doctrina
La propuesta central de Plotino consiste en afirmar que existe una realidad que funda cualquier otra existencia: lo Uno. De un acto de procesión, algunos optan por emanación, surge el nous y el alma. En realidad, el principio básico es solamente lo Uno, mientras que las otras dos hipóstasis y el resto de realidades son derivadas.
Hablar de hipóstasis es una atribución que hace Porfirio, discípulo de Plotino, al pensamiento de su maestro, ya que el término hipóstasis no se encuentra en el texto de las Enéadas.

### Hipóstasis

#### Lo Uno
Lo Uno de la teoría de Plotino es indescriptible, ya que es la unidad, lo más grande, hasta tal punto que a veces le denomina el propio autor como Dios, único, infinito. Plotino antes de querer corregir, prefiere guardar silencio que decir algo. Una actitud claramente mística. Como principio y última realidad, esta absoluta trascendencia hace que no existan términos para referirla. Se trata entonces de la Unidad que funda la existencia de todas las cosas. Es ese el centro de toda su doctrina. El Uno está más allá del Ser y, por lo tanto, no hay ninguna definición que describa positivamente al Uno y opta por la vía negativa. Elude su comprensión porque la considera imposible según la modalidad humana de conocer. Plotino contempla el Uno como una realidad inmejorable y suprema de la cual el nous y el alma provienen. Afirma que el acto de existir de todos los entes depende directamente del Uno. Lo considera la unidad máxima del principio de toda la realidad ya que es ilimitado, perfecto y no tiende a acabarse, por lo tanto, es una sola realidad.

#### El Nous
La siguiente realidad o hipóstasis es el nous. No hay una traducción adecuada pero algunos autores lo identifican con espíritu, mientras que otros prefieren hablar de Inteligencia, mas esta vez no con un sentido místico sino intelectual. En la explicación del "nous"  Plotino parte de la semejanza entre el Sol y la Luz. El Uno sería como el Sol y la Luz como el nous. La función del nous como luz es la de que el Uno pueda verse a sí mismo, pero como es imagen del Uno, es la puerta por la que nosotros podemos ver al Uno. Plotino afirma que el nous es observable simplemente aplicando nuestras mentes en dirección opuesta a nuestros sentidos. Plotino manifiesta que el nous es el resultante del "contacto" con el Uno ya que, antes de la existencia del nous o espíritu, este era una idea indeterminada que, al presenciar el Uno, se delimitó como espíritu y adquirió la idea de las formas de los entes existentes. 
Este concepto está tomado de la noción de dialéctica de la República donde un proceso similar se dice que conduce a la visión de la forma del Bien, no del Bien mismo.
El "nous" se puede, y muy probablemente se debe, entender como "la inteligencia pura". El "nous" procede de "lo Uno" no a voluntad porque "lo Uno" es "más que perfecto" que no puede tener voluntad, está mucho más allá; y todo lo que procede de "lo Uno" es una especie de "desparramarse", en el acto de hacerse a sí mismo que es "lo Uno"; por tanto la analogía del sol y la luz deben entenderse como una mera imagen para dar una idea de como "emana la luz" del sol; resulta más ilustrativo pensar "el despliegue de un círculo a partir de su centro".

#### El alma
La tercera realidad o hipóstasis es el alma la cual es de naturaleza doble. En un extremo está ligada al nous y tira de él. En el otro extremo se asocia con el mundo de los sentidos, del cual es creadora (o, mejor, plasmadora). Por tanto Plotino considera a la Naturaleza como el resultado de una procesión que va "hacia abajo" desde el alma. Para Plotino, el alma es el gobernante de todos los objetos y pensamientos en el mundo tangible, es decir, el nuestro. Se encarga de generar materia debido a la insuficiencia de producir ideas y ejecutarlas. 
Sobre la inmortalidad, Plotino adopta el criterio expuesto en el Fedón. El alma del hombre es una esencia, y como tal es inmortal, pero afirma que tiende a fundirse con el nous y por consiguiente pierde su personalidad.

### Movimiento del cosmos
La jerarquización en hipóstasis de Plotino convierte el cosmos en una estructura ordenada. De hecho, piensa el cosmos como una realidad viva, eterna, orgánica, perfecta, y bella. Como entidad viva, necesariamente debe tener movimiento. Este movimiento consta de dos fases, y es interpretable tanto en sentido cosmológico como religioso:
- El desarrollo es la diversificación (movimiento cósmico), que procede de la unidad y hace aparecer la multiplicidad por emanación.
- El repliegue , o recuperación (movimiento espiritual), es el movimiento de simplificación, desde lo múltiple hacia la unidad.

Ninguno de los dos movimientos es completo por sí mismo, ya que hay un movimiento doble acompañado de descenso y de ascensión.

### Forma de conocimiento y virtud
El conocimiento sólo puede ser auténtico si está ligado a la contemplación mística de la unidad. Sin embargo, esto plantea un problema, ya que el uno resulta incomprensible en estar más allá del ser humano. Para Plotino, la única manera de superar esta aparente contradicción es no perder el conocimiento de uno, ya que el auténtico conocimiento es precisamente el de la incognoscible. El conocimiento que no se deduce de uno no tiene punto de partida. Así, el conocimiento sólo se puede entender como un proceso duro de ascensión del ser humano.
Los cuatro grados de conocimiento que describe Plotino se corresponden con los grados de virtud:
- La política responde a la necesidad de moderación de las pasiones.
- La intuición de lo inteligible en lo sensible es a la vez arte, contemplación de Dios y liberación del cuerpo.
- La intuición de lo inteligible en sí y para sí es la ciencia.
- El éxtasis es la reunión e identificación con el Uno.

El tema de la felicidad es una de las mayores huellas de Plotino en el pensamiento occidental, ya que es uno de los primeros en introducir la idea de que la eudaimonia (felicidad) es alcanzable solo dentro de la conciencia. Plotino ofrece una descripción completa de su concepción de una persona que ha alcanzado la eudaimonia. "La vida perfecta" involucra a un hombre que manda la razón y la contemplación. Una persona feliz no se moverá entre feliz y triste, como creían muchos de los contemporáneos de Plotino.

### La belleza
La belleza de Plotino puede verse en paralelo con su virtud. Él trata de encajar la experiencia de la belleza en el drama del ascenso al primer principio de todos. En este sentido, la estética de Plotino es inseparable de su metafísica, psicología y ética.
Como en el caso de la virtud, Plotino reconoce una jerarquía de belleza. Pero lo que todos los tipos de belleza tienen en común es que consisten en formas o imágenes de las Formas eternamente presentes en el Intelecto. El tipo más bajo de belleza es la belleza física. Aun así, la capacidad de experimentar su paradigma. Siguiendo a Platón en su Banquete, Plotino traza una jerarquía que culmina en las Formas mismas. Y su fuente, el Bien, es también la fuente de su belleza.

### Retorno al Uno
Toda causa contiene su efecto. Este se efectúa a través de una procesión (πρόοδος) que lo manifiesta, cuya resolución es siempre el retorno a su causa (ἐπιστροφή), estableciéndose en una permanencia superior (μονή). Solo por la restitución de la perfección del efecto, uno se reencuentra en su Principio. Este es el ciclo reiterante en todo orden, proceso donde cada causa actúa simultáneamente como fin (τέλος), en el cual revierte cada uno de sus efectos; pero también dicha causa, como efecto de una causa superior, retorna a esta última, restituyéndose todo, en última instancia, en el Uno. Es decir, que cada causa secundaria actúa como finalidad de la reversión de su propio efecto, pero también está inmersa en la reversión hacia su causa primaria y, en última instancia, en la reversión en la causa Primera; el Uno.
Retornar al uno es la meta de toda vida humana y describe 4 pasos para alcanzarlo:
1. Verdad (inteligencia)
2. Bien
3. Belleza
4. Uno

Podemos extraerlo de este fragmento:
"Hágase, pues, primero todo deiforme y todo bello quien se disponga a contemplar a Dios y a la Belleza. Porque, en su subida, llegará primero a la Inteligencia, y allá sabrá que todas las Formas son bellas y dirá que la Belleza es esto: las Ideas, fundándose en que todas las cosas son bellas por éstas, por la progenie y sustancia de la Inteligencia. Más a lo que está más allá de ésta, lo llamamos la naturaleza del Bien, que tiene antepuesta la Belleza por delante de ella." 
Para aclarar un poco este críptico texto, podemos resumir que de lo Uno emana la belleza, pero como no puede participar de esa unidad, despliega sus cualidades y ve la bondad, a la cual se alcanza a través de la inteligencia. La misión del hombre es entonces liberarse de la materia a través de la liberación de las pasiones por medio de la inteligencia ya que está en contacto con las necesidades, problemas, pasiones y sensaciones de este mundo físico y así alcanzar la bondad, y al deshacerse por completo de las formas llegar a la belleza, donde se encuentra el uno.
Este fragmento, por otro lado, sirvió de fundamentación filosófica de los trascendentales del ser, que fueron desarrollados ampliamente en la escolástica, así como por Kant.

## Influencia

### Mundo antiguo
El emperador Juliano el Apóstata fue profundamente influenciado por el neoplatonismo, igual que Hipatia de Alejandría. El neoplatonismo también influyó en muchos cristianos, incluido a pseudo-Dionisio Areopagita. Según los fragmentos conservados por Eusebio, la semejanza e identidad de doctrina entre Plotino y Numenio se extiende a puntos capitales de la Filosofía.

### Cristianismo

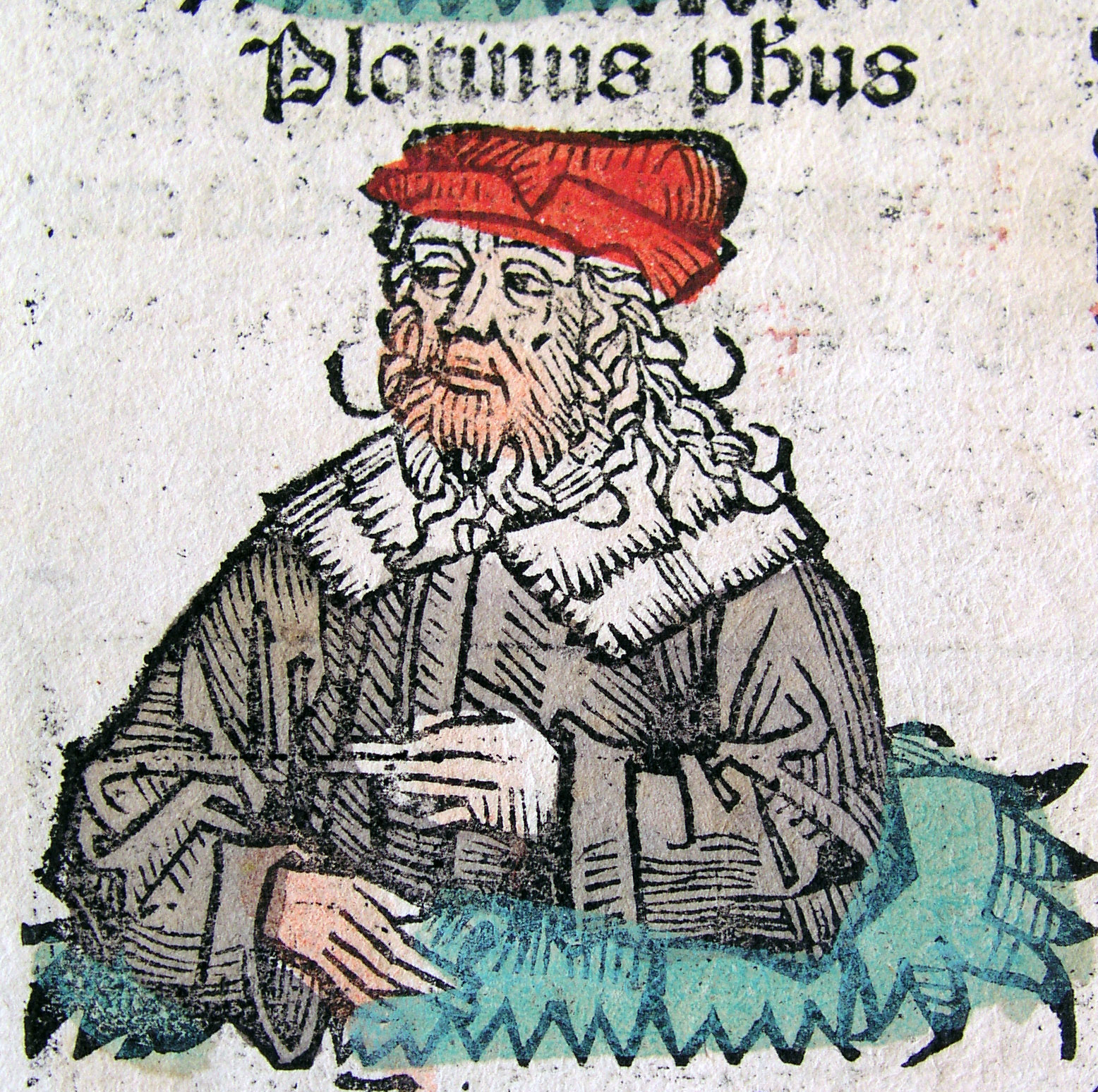
Plotino en las Crónicas de Núremberg.

La filosofía de Plotino tuvo una influencia en el desarrollo de la teología cristiana. En San Agustín de Hipona, el neoplatonismo, y Plotino en particular, fue una fuente filosófica relevante, por la que adquirió herramientas filosóficas.

En Historia de la filosofía occidental, el filósofo Bertrand Russell escribió que:
Para el cristiano, el Otro Mundo era el Reino de los cielos, para ser disfrutado después de la muerte; para el platónico, era el mundo eterno de las ideas, el mundo real en oposición al de la apariencia ilusoria. Los teólogos cristianos combinaron estos puntos de vista y encarnaron gran parte de la filosofía de Plotino. [...] Plotino, en consecuencia, es históricamente importante como una influencia para moldear el cristianismo de la Edad Media y de la teología.

### Islam
El neoplatonismo y las ideas de Plotino también influyeron en el islam medieval, ya que los abasíes sunitas fusionaron los conceptos griegos en textos estatales patrocinados y encontraron una gran influencia entre los chiitas ismailistas. En el siglo XI, el califato fatimí de Egipto adoptó el neoplatonismo y lo enseñaron sus da'i.

### Judaísmo
Al igual que con el islam y el cristianismo, el neoplatonismo en general y Plotino en particular influyeron en el pensamiento de Solomon ibn Gabirol (Avicebron) y Moses ben Maimon (Maimónides). Al igual que con el islam y el cristianismo, la teología apofática y la naturaleza privativa del mal son dos temas prominentes que tales pensadores aprendieron de Plotino o sus sucesores.

## Eponimia
El asteroide (6616) Plotinos fue nombrado así en honor de este filósofo.